# 葛士英
葛士英（1920年—2007年），男，直隶曲阳人，中华人民共和国政治人物。

## 生平
葛士英是直隶曲阳县郎家庄乡葫芦汪村人。抗日战争期间，担任曲阳县农会宣传部部长。第二次国共内战期间，历任晋察冀军区第四纵队民运部长等职；后任甘肃省泾川县县长、定西县县长。
中华人民共和国成立后，担任宁夏省人民政府秘书长。1958年，任甘肃省人民委员会副省长兼甘肃省计划委员会主任。1978年，任中共甘肃省委常委；次年再任甘肃省人民政府副省长。1988年，任甘肃省政协主席。